# Mohamed Ouattara
Mohamed Ouattara (sinh ngày 7 tháng 3 năm 1993) là một cầu thủ bóng đá người Burkina Faso.
Anh thi đấu cho Olympic Safi ở giải bóng đá Maroc.